# Elkobzás
Az elkobzás (latin confiscatio) egy intézkedés a büntetőjogban, illetve a szabálysértési jogban.

## A hatályos magyar büntetőjogban
El kell kobozni azt a dolgot,
- a) amely bűncselekmény elkövetése útján jött létre,
- b) amelyre a bűncselekményt elkövették, vagy amelyet a bűncselekmény befejezését követően e dolog elszállítása céljából használtak,
- c) amelynek a birtoklása a közbiztonságot veszélyezteti, vagy jogszabályba ütközik.[1]

El kell kobozni azt a sajtóterméket, amelyben a bűncselekmény megvalósul.

## A hatályos magyar szabálysértési jogban
- Az elkobzás  a szabálysértés miatt alkalmazható intézkedések egyike.[3]
- Figyelmeztetés mellett csak elkobzás alkalmazható, az intézkedések egyéb esetekben önállóan, egymás vagy büntetés mellett is alkalmazhatók.[4]

## Története
Elkobzás (confiscatio), a vagyonbüntetések azon neme, mely a bűnös vagyona egy részének, egyes tárgyainak, vagy egész vagyonának, az állam részére való elvonásában áll. Az elkobzást az ókorban  és a  középkorban a magán- vagy nyilvános elégtétel szempontjából igen gyakran alkalmazták. Büntetésként már alig fordul elő.

### Az 1978. évi Btk-ban
El kell kobozni azt a dolgot,
a) amelyet a bűncselekmény elkövetéséhez eszközül használtak, vagy arra szántak,
b) amelynek birtoklása a közbiztonságot veszélyezteti, vagy jogszabályba ütközik,
c) amely bűncselekmény elkövetése útján jött létre,
d) amelyre a bűncselekményt elkövették, vagy a bűncselekmény befejezését követően e dolog elszállítása céljából használtak.
El kell kobozni azt a sajtóterméket, amelyben a bűncselekmény megvalósul.
Az (1) bekezdés a) és d) pontja esetében az elkobzást nem lehet elrendelni, ha a dolog nem az elkövető tulajdona, kivéve, ha a tulajdonos az elkövetésről előzetesen tudott, feltéve, hogy az elkobzás mellőzését nemzetközi jogi kötelezettség nem zárja ki. Az elkobzást akkor is el kell rendelni, ha az elkövető gyermekkor vagy kóros elmeállapot miatt nem büntethető, vagy ha az elkövetőt megrovásban részesítették.
Az elkobzást akkor is el kell rendelni, ha az a kölcsönzött kulturális javak különleges védelméről szóló törvényben meghatározott különleges védelem időtartama alatt nem hajtható végre.
Nincs helye elkobzásnak a cselekmény büntethetőségének elévülésére megállapított idő, de legalább 5 év elteltével. Nem lehet elrendelni annak a dolognak az elkobzását, amelyre a vagyonelkobzás kiterjed. Az elkobzott dolog tulajdonjoga törvény eltérő rendelkezése hiányában az államra száll.
A Btk. 77. § (1) bekezdésének a) és d) pontjában meghatározott esetben az elkobzás kivételesen mellőzhető, ha az elkövetőre vagy a tulajdonosra a bűncselekmény súlyával arányban nem álló, méltánytalan hátrányt jelentene, feltéve, hogy az elkobzás mellőzését nemzetközi jogi kötelezettség nem zárja ki.